# Crameria abyssinica
Crameria abyssinica är en fjärilsart som beskrevs av Embrik Strand 1912. Crameria abyssinica ingår i släktet Crameria och familjen nattflyn. Inga underarter finns listade i Catalogue of Life.